# Несокрушимый (эсминец)
«Несокрушимый» — эскадренный миноносец проекта 56, войсковая часть 25009,(код НАТО — «Kotlin class destroyer»).

## История строительства
Зачислен в списки ВМФ СССР 2 апреля 1954 года. Заложен на заводе № 190 им. А. А. Жданова 15 июня 1955 года (строительный № 710), спущен на воду 20 июля 1956 года. Корабль принят флотом 30 июня 1957 года, в декабре 1956 года на корабле был поднят советский военно-морской флаг, 13 сентября 1957 года эсминец вступил в состав Советского Военно-Морского Флота .

## Особенности конструкции
С момента постройки на эсминце была усилена мачта. РЛС «Риф» была заменена на «Фут-Н», на СВП стояла РЛС «Якорь-М1» прямоугольного сечения, а затем «Якорь-М2». После модернизации по проекту 56-А корабль получил зенитный ракетный комплекс «Волна» с РЛС «"Ятаган"», РЛС «Ангара», две РЛС «Дон» и две спаренных 30-мм артиллерийских установки АК-230 с РЛС «Рысь», а также РЛС «Ангара», ГАС «Геркулес-2М» и приёмник МИ-110К. .

## Служба
После завершения испытаний «Несокрушимый» был зачислен в состав 170-й БЭМ на Северный флот и 13 сентября 1957 года прибыл в Североморск. С 7 декабря 1960 года проходил ремонт в Кронштадте, после завершения которого 9 апреля 1962 года возвратился в Североморск. В 1963 году корабль участвовал в учениях с артиллерийскими стрельбами. 15 мая 1964 года эсминец убыл на Черноморский флот, где 20 января 1965 года был определён в ремонт. 1 февраля 1968 году «Несокрушимый» был вновь переведён на Северный флот в состав 170-й БЭМ 7-й ОПЭСК Северного флота.
С 11 октября 1969 года по 31 декабря 1970 года эсминец прошёл модернизацию по проекту 56-А на судостроительном заводе имени 61 коммунара в Николаеве, затем вошёл в состав 7-й ОПЭСК. С 5 февраля 1973 по 16 апреля 1979 «Несокрушимый» находился на консервации (в составе 176-й бркрез), затем вошёл в состав 56-й БЭМ 7-й ОПЭСК. После выхода из консервации у причала Североморска на корабле произошёл несанкционированный запуск боевой ЗУР. С 3 июля 1980 по 7 января 1982 года эсминец находился на консервации (в составе 176-й бркрез), затем повторно вошёл в состав 56-й брэм; с 15 августа 1983 года зачислен в состав 206-й дивизии надводных кораблей. С 31 марта по 8 апреля 1984 года «Несокрушимый» принимал участие в учениях «Атлантика-84».
В 1987 году эскадренный миноносец вывели из боевого состава и 8 апреля следующего года переклассифицировали корабль в судно-мишень с переименованием в СМ-251. 27 июля 1991 года исключен из списков судов ВМФ
в связи с передачей в ОФИ для демонтажа и разделки на металл.
В январе 1996 года при переходе на разделку в Индию затонул в Индийском океане.

## Известные командиры
- 1960 — капитан 2-го ранга Соколов Е. П.[1];
- 1966—1969 года — капитан 2-го ранга Набоков В. Л.
- 1969 — капитан 2-го ранга Евграфов[уточнить].
- 1980-1983 капитан 2-го ранга Шматко В. Г.

## Бортовые номера
В ходе службы эсминец сменил ряд следующих бортовых номеров:
- 1956 год — № 90;
- 1957 год — № 44;
- 1958 год — № 256;
- 1959 год — № 544;
- 1963 год — № 610;
- 1964 год — № 774;
- 1965 год — № 773;
- 1966 год — № 018;
- 1967 год — № 322[уточнить];
- 1971 год — № 412;
- 1980 год — № 377.
- 1984 ---1987 №412